# Носов, Михаил Михайлович
Михаил Михайлович Носов (1887—1960) — советский художник, этнограф и краевед, член Союза художников СССР с 1941 года.
Народный художник Якутской АССР (1946), Заслуженный деятель искусств РСФСР (1957).

## Биография
Родился 27 сентября 1887 года в семье священника в Жабыльском наслеге Мегино-Кангаласского улуса Якутской области. Его детство прошло в Сулгачинском наслеге Амгинского улуса, куда назначение по работе получил его отец.
С десяти лет Михаил учился в Якутской духовной семинарии, где окончил пять классов. Уехал в европейскую часть Российской империи; в 1910 году поступил в Петербурге на высшие курсы П. Ф. Лесгафта (ныне Национальный государственный университет физической культуры, спорта и здоровья имени П. Ф. Лесгафта). Изучал историю, этнографию и археологию, стал художником-самоучкой. Окончив обучение в 1912 году, вернулся на родину и по 1934 год работал учителем в сельских школах, в приходской школе Амги, в школе 2-й ступени Якутска и Якутском медицинском техникуме. В Якутске начал пробовать себя как художника. В 1915 году с несколькими своими работами принял участие в первой художественной выставке в Якутске, организованной политическими ссыльными в Якутском областном краеведческом музее.
В 1920-х годах работал как художник, и одновременно как краевед — объездил многие центральные районы Якутии, делая зарисовки предметов старины. Вступил в члены общества «Саха кэскилэ» («Будущее якутов»). В 1924—1947 годах Михаил Михайлович принимал участие в научной и художественно-экскурсионной деятельности Якутского республиканского краеведческого музея. В 1942—1959 годах был младшим научным сотрудником Якутской национально-исследовательской базы Академии наук СССР. В эти годы он завершил дело всей своей жизни — пятитомный Атлас по материальной культуре якутов XVII — начала XX века, содержащий разделы: одежда и её украшения, предметы быта, орудия труда, жилье и хозяйственные постройки, народный орнамент. Был автором ряда работ, основные его публикации:
- Якутский орнамент // Сборник трудов научно-исследовательского общества «Саха кэски-лэ». Якутск, 1928.
- Одежда и её украшения у якутов // Сборник научных статей Якутского республиканского краеведческого музея. Якутск, 1945.
- Стилевые признаки в якутском орнаменте // Этнография Якутии. Якутск, 1949.
- Эволюция якутской одежды в XIX в. // Сборник научных статей Якутского республиканского краеведческого музея. Якутск, 1956.
- Художественные бытовые изделия якутов XVII — начала XX в. Якутск, 1989.

 В своей художественной деятельности М. М. Носов работал в жанрах рисунка, графики, живописи. Темы для своих картин черпал из историко-этнографического материала и фольклора. Лучшими его живописными произведениями пейзажи, особенно «Северное сияние», «Осень» и «Полярная ночь» (1948), а также «Долина Эркээни» и «Долина Кулатты» (1957). В 1938 году по заказу Якутского краеведческого музея для сельскохозяйственного отдела музея художник подготовил серию рисунков старинных орудий труда, а также изобразил традиционные способы молотьбы зерновых, хранения снопов и скирд.
Умер 27 июля 1960 года в Якутске. Был похоронен на Маганском кладбище города.